# Midori Kitamura
Midori Kitamura (北村みどり, Kitamura Midori) est une ancienne joueuse de volley-ball japonaise née le 21 janvier 1989 à Osaka (Préfecture d'Osaka). Elle mesure 1,69 m et jouait au poste de passeuse. Elle a mis un terme à sa carrière de volleyeuse professionnelle en juin 2014.

## Clubs
| Club                                  | De        | À         |
| ------------------------------------- | --------- | --------- |
| Osaka International Takii High School |           | 2006-2007 |
| Okayama Seagulls                      | 2007-2008 | 2013-2014 |

## Palmarès
- Coupe de l'impératrice
  - Finaliste : 2013.
- V Première Ligue
  - Finaliste : 2014.